# Martina Schmidhuber
Martina Schmidhuber (* 15. Januar 1981) ist eine österreichische Medizinethikerin.

## Leben
Sie studierte Philosophie an der Katholisch-Theologischen Fakultät der Universität Salzburg. Nach der Promotion 2010 in Salzburg und der Habilitation 2018 im Fachgebiet Ethik und Theorie der Medizin an der Universität Erlangen-Nürnberg ist sie seit 2019 Professorin für Health Care Ethics an der Universität Graz.
Ihre Forschungsschwerpunkte sind ethische Fragen zu Demenz, Ethik und Alter(n), Menschenrechte in der Medizin, Ethik der Reproduktionsmedizin.